# Ken Barlow
Kenneth "Ken" Barlow (Indianápolis, Indiana, 20 de septiembre de 1964) es un exjugador de baloncesto estadounidense que desarrolló su carrera en Europa jugando en la liga italiana, la liga israelí y la liga griega, ganando la competición nacional en los tres países. Con 2,08 metros de estatura, jugaba en la posición de ala-pívot. Es el padre del también jugador Kelsey Barlow.

## Trayectoria deportiva

### Universidad
Tras participar en 1982, en su época de high school en el prestigioso McDonald's All American, jugó durante cuatro temporadas con los Fighting Irish de la Universidad de Notre Dame, en las que promedió 11,2 puntos y 5,4 rebotes por partido. En 1984 disputaron la final del NIT, perdiendo ante Michigan, en un partido en el que Barlow consiguió 18 puntos y 8 rebotes, que le valieron para ser incluido en el quinteto ideal del torneo.

### Profesional
Fue elegido en la vigésimo tercera posición del Draft de la NBA de 1986 por Los Angeles Lakers, pero sus derechos fueron automáticamente traspasados, junto con Mike McGee a Atlanta Hawks, a cambio de los derechos sobre Ron Kellogg y Billy Thompson. Pero no llegó a debutar en la NBA, eligiendo irse a jugar al Tracer Milano de la liga italiana, equipo con el que ganaría en su única temporada todos los títulos posibles: la liga, la Euroliga.
Al año siguiente los Hawks parecieron interesados en contratarle, pero viendo que la situación se retrasaba, aceptó ir a jugar al Maccabi Tel Aviv de la liga israelí, firmando en principio por una semana, en la que hizo un gran partido que le valió para ser renovado hasta final de temporada. Tras ella, en la que ganó su primera liga de aquel país, recibió una gran oferta por parte del Barça de la Liga ACB, que finalmente rechazó, quedándose dos temporadas más en el Maccabi, y ganando sendos campeonatos nacionales.
Tras lesionarse en una rodilla en su última campaña en el equipo, el Maccabi optó por no renovarle el contrato, optando por irse a jugar al PAOK Salónica de la liga griega, donde por fin serie el líder del equipo, consiguiendo en su primera temporada la Copa Saporta y en la segunda el título de liga.
En 1993 regresa a la liga italiana, fichando por el Pfizer Reggio Calabria, donde promedió 18,1 puntos y 8,1 rebotes por partido en su única temporada allí. Al año siguiente ficha por otro grande de la liga italiana, el Benetton Treviso.
A partir del año siguiente, jugaría en diversos equipos más modestos de la liga italiana, haciéndolo una temporada en el Madigan Pistoia, 3 más en el Montecatini Terme, una en el Sardegna Sassari y finalmente dos temporadas en el Mabo Livorno, retirándose en 2002.

## Vida posterior
En la actualidad, Barlow ha creado una empresa junto con su primo, Darrell Morton, que informa en línea de los partidos de las ligas de high school del estado de Indiana.